# Éter (elemento)
Según la ciencia griega y medieval, el éter (en griego antiguo: αἰθήρ, aither), también llamado quintaesencia, es el material que llena la región del universo por encima de la esfera terrestre. El concepto de éter fue utilizado en varias teorías para explicar varios fenómenos naturales, como el movimiento de la luz y la gravedad.  A finales del siglo XIX, los físicos postularon que el éter permeaba todo el espacio, proporcionando un medio a través del cual la luz podía viajar en el vacío, pero la evidencia de la presencia de dicho medio no se encontró en el experimento de Michelson y Morley, y este resultado ha sido interpretado en el sentido de que no existe el éter luminífero.

## Orígenes mitológicos
La palabra αἰθήρ (aithēr) en griego homérico significa «aire puro, fresco» o «cielo claro». En la mitología griega, se creía que era la esencia pura que los dioses respiraban, llenando el espacio donde vivían, análogo al aire que respiraban los mortales. También se personifica como deidad, Éter, el hijo de Érebo y Nix en la mitología griega tradicional. Éter está relacionado con αἴθω «incinerar», e intransitivo «quemar, resplandecer» (relacionado con el nombre Aithiopes (etíopes), que significa «gente con un rostro quemado (negro)»).

## Quinto elemento

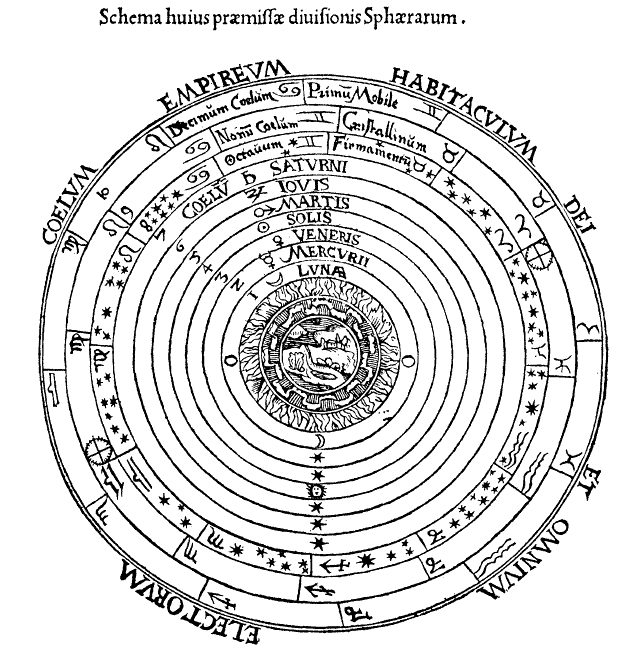
Concepto medieval del cosmos. Las esferas más internas son las esferas terrestres, mientras que las externas están hechas de éter y contienen los cuerpos celestes.

En el diálogo de Platón Timeo (58d) hablando sobre el aire, Platón menciona que «existe el tipo más translúcido al que se le llama éter (αίθηρ)», pero por lo demás adoptó el sistema clásico de cuatro elementos. Aristóteles, que había sido alumno de Platón en la Academia, estuvo de acuerdo en este punto con su antiguo mentor, enfatizando además que el fuego a veces ha sido confundido con el éter. Sin embargo, en su libro Sobre el cielo introdujo un nuevo primer elemento en el sistema de los elementos clásicos de la filosofía jónica. Observó que los cuatro elementos clásicos terrestres estaban sujetos a cambios y se movían naturalmente de manera lineal. El primer elemento, sin embargo, localizado en las regiones celestiales y en los cuerpos celestes, se movía circularmente y no tenía ninguna de las cualidades que tenían los elementos clásicos terrestres. No era ni caliente ni frío, ni húmedo ni seco. Con esta adición el sistema de elementos se extendió a cinco y más tarde los comentaristas comenzaron a referirse a la nueva primera como la quinta y también la llamaron éter, una palabra que Aristóteles no había usado.
El éter no se ajustaba a la física aristotélica. Era incapaz de cambiar de cualidad o de cantidad. El éter solo era capaz de moverse localmente. Se movía naturalmente en círculos y no tenía movimientos contrarios o antinaturales. Aristóteles también observó que las esferas cristalinas hechas de éter contenían los cuerpos celestes. La idea de las esferas cristalinas y el movimiento circular natural del éter llevó a Aristóteles a explicar las órbitas observadas de estrellas y planetas en movimientos perfectamente circulares en el éter cristalino.
Los filósofos escolásticos medievales concedieron cambios de densidad del éter, en los que los cuerpos de los planetas eran considerados más densos que el medio que llenaba el resto del universo. Robert Fludd afirmó que la naturaleza del éter era «más sutil que la luz». Fludd cita la visión del siglo III de Plotino, que considera al éter como penetrante e inmaterial.

## Quintaesencia
Quintaesencia es el nombre latino del quinto elemento utilizado por los alquimistas medievales para un medio similar o idéntico al que se piensa para formar los cuerpos celestes. Se observó que había muy poca presencia de quintaesencia en la esfera terrestre. Debido a la baja presencia de la quintaesencia, la tierra podría verse afectada por lo que ocurre dentro de los cuerpos celestes. Esta teoría se desarrolló en el texto del siglo XIV El testamento de Lulio, atribuido a Ramon Llull. El uso de la quintaesencia se hizo popular dentro de la alquimia medieval. La quintaesencia provenía del sistema elemental medieval, que consistía en los cuatro elementos clásicos y el éter, o quintaesencia, además de dos elementos químicos representativos de los metales: el azufre, «la piedra que quema», que caracterizaba el principio de combustibilidad, y el mercurio, que contenía el principio idealizado de las propiedades metálicas.
Este sistema elemental se extendió rápidamente por toda Europa y se hizo popular entre los alquimistas, especialmente en la alquimia medicinal. La alquimia medicinal buscó entonces aislar la quintaesencia e incorporarla a la medicina y a los elixires. Debido a la calidad pura y celestial de la quintaesencia, se pensó que a través de su consumo uno puede deshacerse de cualquier impureza o enfermedad. En El libro de la quintaesencia, una traducción inglesa del siglo XV de un texto continental, la quintaesencia se utilizó como medicina para muchas de las enfermedades del hombre. Un proceso dado para la creación de la quintaesencia es la destilación del alcohol siete veces. Con el paso de los años, el término quintaesencia se ha convertido en sinónimo de elixires, alquimia medicinal y de la propia piedra filosofal.

## Legado
Con el desarrollo de la física del siglo XVIII, los modelos físicos conocidos como «teorías del éter» utilizaron un concepto similar para explicar la propagación de las fuerzas electromagnéticas y gravitacionales. Ya en la década de 1670, Newton utilizó la idea del éter para ayudar a hacer coincidir las observaciones con las estrictas reglas mecánicas de su física. Sin embargo, el éter moderno temprano tenía poco en común con el éter de los elementos clásicos de los que se tomó prestado el nombre. Estas teorías del éter se consideran científicamente obsoletas, ya que el desarrollo de la relatividad especial mostró que las ecuaciones de Maxwell no requieren el éter para la transmisión de estas fuerzas. Sin embargo, el propio Einstein señaló que su propio modelo, que sustituyó a estas teorías, podía considerarse en sí mismo como un éter, ya que implicaba que el espacio vacío entre los objetos tenía sus propias propiedades físicas.
A pesar de que los primeros modelos modernos de éter fueron reemplazados por la relatividad general, ocasionalmente algunos físicos han intentado reintroducir el concepto de éter en un intento de abordar las deficiencias percibidas en los modelos físicos actuales. Un modelo propuesto de energía oscura ha sido nombrado «quintaesencia» por sus proponentes, en honor al elemento clásico. Esta idea se relaciona con la forma hipotética de la energía oscura postulada como una explicación de las observaciones de un universo en aceleración.  También se le ha llamado una quinta fuerza fundamental.

### El éter y la luz
El movimiento de la luz fue una investigación de larga duración en la física durante cientos de años antes del siglo XX. El uso del éter para describir este movimiento fue popular durante los siglos XVII y XVIII, incluyendo una teoría propuesta por Johann II Bernoulli, quien fue reconocido en 1736 con el premio de la Academia Francesa. En su teoría, todo el espacio está permeado por un éter que contiene «remolinos excesivamente pequeños». Estos remolinos permiten que el éter tenga cierta elasticidad, transmitiendo las vibraciones de los paquetes corpusculares de luz a medida que viajan.
Esta teoría del éter luminífero influiría en la teoría ondulatoria de la luz propuesta por Christiaan Huygens, en la que la luz viajaba en forma de ondas longitudinales a través de un «medio omnipresente, perfectamente elástico y de densidad cero, llamado éter». En ese momento, se pensó que para que la luz viajara a través del vacío, debía haber un medio que llenara el vacío a través del cual se podía propagar, como el sonido a través del aire o las ondas en una piscina. Más tarde, cuando se demostró que la naturaleza de la onda de luz es transversal en lugar de longitudinal, la teoría de Huygens fue reemplazada por teorías posteriores propuestas por Maxwell, Einstein y De Broglie, que rechazaron la existencia y la necesidad de un éter para explicar los diversos fenómenos ópticos. Estas teorías fueron apoyadas por los resultados del experimento de Michelson y Morley en el cual la evidencia para el movimiento del éter estaba concluyentemente ausente. Los resultados del experimento influyeron en muchos físicos de la época y contribuyeron al desarrollo final de la teoría de la relatividad especial de Einstein.

### El éter y la gravitación

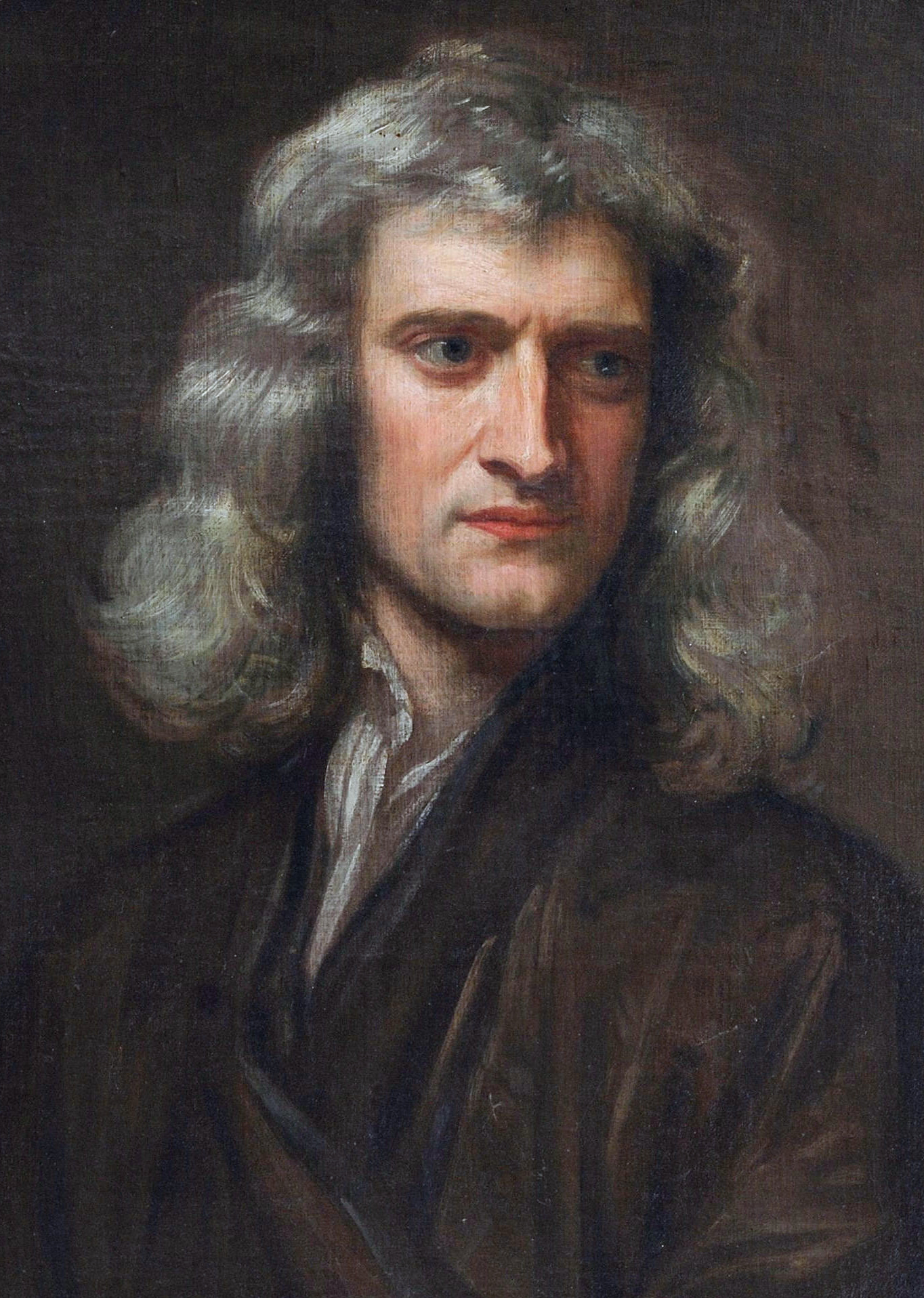
Isaac Newton.

El éter ha sido utilizado en varias teorías gravitacionales como medio para ayudar a explicar la gravitación y sus causas. Se utilizó en una de las primeras teorías de la gravitación publicadas por Isaac Newton, Philosophiæ naturalis principia mathematica (Principia). Basó toda la descripción de los movimientos planetarios en una ley teórica de interacciones dinámicas. Renunció a los intentos permanentes de explicar esta forma particular de interacción entre cuerpos distantes introduciendo un mecanismo de propagación a través de un medio intermedio. Llama a este medio intermedio éter. En su modelo de éter, Newton describe el éter como un medio que «fluye» continuamente hacia abajo hacia la superficie de la Tierra y que es parcialmente absorbido y parcialmente difundido. Esta «circulación» de éter es a lo que asoció la fuerza de la gravedad para ayudar a explicar la acción de la gravedad de una manera no mecánica. Esta teoría describió diferentes densidades de éter, creando un gradiente de densidad de éter. Su teoría también explica que el éter era denso dentro de los objetos y raro sin ellos. A medida que las partículas de éter más denso interactuaban con el raro éter, eran atraídas de nuevo al éter denso, de manera muy parecida a los vapores de enfriamiento del agua, que son atraídos de nuevo entre sí para formar agua. En los Principia intenta explicar la elasticidad y el movimiento del éter relacionándolo con su modelo estático de fluidos. Esta interacción elástica es la que causó la atracción de la gravedad, de acuerdo con esta teoría temprana, y permitió una explicación para la acción a distancia en lugar de la acción a través del contacto directo. Newton también explicó esta rareza cambiante y la densidad del éter en su carta a Robert Boyle en 1679. También ilustró el éter y su campo alrededor de los objetos en esta carta y lo usó como una forma de informar a Robert Boyle sobre su teoría. Aunque Newton eventualmente cambió su teoría de la gravitación a una que involucra la fuerza y las leyes del movimiento, su punto de partida para la comprensión y explicación moderna de la gravedad vino de su modelo original de éter sobre la gravitación.